# АЭС Эмбальсе
АЭС Эмбальсе (исп. Central nuclear Embalse) — атомная электростанция, расположенная в аргентинской провинции Кордова, юго-западнее города Эмбальсе, на берегу водохранилища Министро-Пистарини, в 110 км от города Кордова. Станция состоит из одного энергоблока электрической мощностью 648 МВт с реактором типа CANDU. Кроме электроэнергии, на станции производится кобальт-60, использующийся в промышленности, науке и медицине.

## История
Возведение станции было начато в 1974 году и в 1984 году она была сдана в эксплуатацию. В 2011 году правительством Аргентины было принято решение о проведении мероприятий по модернизации и продлению срока эксплуатации энергоблока на 30 лет. С компанией Candu Energy Inc. была заключена серия контрактов на общую сумму около 440 млн. $, они предусматривают поставки некоторых запасных частей и оборудования, необходимых для осуществления мероприятий, а также соответствующие технологии и инженерную поддержку. Контракты на сумму около 800 млн. $ будут заключены с аргентинскими организациями, общая стоимость проекта составит 1,3 млрд. $, 240 млн из которых были кредитованы Андской корпорацией развития. Кроме продления срока эксплуатации, мероприятия позволят повысить мощность блока на 35 МВт, то есть на 5,4 %.
После нескольких лет простоя в связи с модернизацией блок был перезапущен 4 января 2019 года.

## Информация об энергоблоке
| Энергоблок | Тип реакторов | Мощность | Мощность | Начало строительства | Подключение к сети | Ввод в эксплуатацию | Закрытие |
| Энергоблок | Тип реакторов | Чистый   | Брутто   | Начало строительства | Подключение к сети | Ввод в эксплуатацию | Закрытие |
| ---------- | ------------- | -------- | -------- | -------------------- | ------------------ | ------------------- | -------- |
| Эмбальсе-1 | CANDU         | 600 МВт  | 648 МВт  | 01.04.1974           | 25.04.1983         | 20.01.1984          |          |